# Валериј Леонтјев
 Валериј Леонтјев (рус. Валерий Яковлевич Леонтьев; Коми, 19. март 1949) је руски поп музичар. 

## Албуми
- 1983 — „Муза“
- 1984 — „“
- 1984 — „“
- 1986 — „“
- 1986 — „“
- 1987 — „Valeri LEONTJEV“
- 1988 — „Я — просто певец“
- 1990 — „“
- 1990 — „“
- 1993 — „“
- 1993 — „“
- 1993 — „“
- 1994 — „“
- 1994 — „“
- 1995 — „“
- 1995 — „“
- 1997 — „Санта-Барбара“
- 1999 — „“
- 1999 — „“
- 2001 — „Августин“
- 2003 — „Кленовый лист“
- 2004 — „Ночной звонок“
- 2005 — „…падаю в небеса“
- 2008 — „Сольный концерт в ГЦКЗ“ (DVD)
- 2009 — „Годы странствий“
- 2011 — „Художник“
- 2014 — „Любовь-капкан“
- 2017 — „Это любовь”